# Lijst van voetbalinterlands Hongarije - Oostenrijk
Deze lijst van voetbalinterlands is een overzicht van alle officiële voetbalwedstrijden tussen de nationale teams van Hongarije en Oostenrijk. De landen hebben tot op heden 137 keer tegen elkaar gespeeld. Dit is na Argentinië-Uruguay de hoogste serie interlands tussen twee landen. De eerste ontmoeting was een vriendschappelijke wedstrijd en werd gespeeld in Wenen op 12 oktober 1902. Deze wedstrijd was voor beide landen de allereerste interland. Het laatste duel, een groepswedstrijd tijdens het Europees kampioenschap voetbal 2016, vond plaats op 14 juni 2016 in Bordeaux (Frankrijk).

## Wedstrijden
| №   | Plaats    | Datum             | Competitie           | Wedstrijd              | Uitslag |
| --- | --------- | ----------------- | -------------------- | ---------------------- | ------- |
| 1   | Wenen     | 12 oktober 1902   | Vriendschappelijk    | Oostenrijk − Hongarije | 5 − 0   |
| 2   | Boedapest | 16 juni 1903      | Vriendschappelijk    | Hongarije − Oostenrijk | 3 − 2   |
| 3   | Wenen     | 11 oktober 1903   | Vriendschappelijk    | Oostenrijk − Hongarije | 4 − 2   |
| 4   | Boedapest | 2 juni 1904       | Vriendschappelijk    | Hongarije − Oostenrijk | 3 − 0   |
| 5   | Wenen     | 9 oktober 1904    | Vriendschappelijk    | Oostenrijk − Hongarije | 5 − 4   |
| 6   | Boedapest | 9 april 1905      | Vriendschappelijk    | Hongarije − Oostenrijk | 0 − 0   |
| 7   | Boedapest | 4 november 1906   | Vriendschappelijk    | Hongarije − Oostenrijk | 3 − 1   |
| 8   | Wenen     | 5 mei 1907        | Vriendschappelijk    | Oostenrijk − Hongarije | 3 − 1   |
| 9   | Boedapest | 3 november 1907   | Vriendschappelijk    | Hongarije − Oostenrijk | 4 − 1   |
| 10  | Wenen     | 3 mei 1908        | Vriendschappelijk    | Oostenrijk − Hongarije | 4 − 0   |
| 11  | Boedapest | 1 november 1908   | Vriendschappelijk    | Hongarije − Oostenrijk | 5 − 3   |
| 12  | Wenen     | 2 mei 1909        | Vriendschappelijk    | Oostenrijk − Hongarije | 3 − 4   |
| 13  | Boedapest | 30 mei 1909       | Vriendschappelijk    | Hongarije − Oostenrijk | 1 − 1   |
| 14  | Boedapest | 7 november 1909   | Vriendschappelijk    | Hongarije − Oostenrijk | 2 − 2   |
| 15  | Wenen     | 1 mei 1910        | Vriendschappelijk    | Oostenrijk − Hongarije | 2 − 1   |
| 16  | Boedapest | 6 november 1910   | Vriendschappelijk    | Hongarije − Oostenrijk | 3 − 0   |
| 17  | Wenen     | 7 mei 1911        | Vriendschappelijk    | Oostenrijk − Hongarije | 3 − 1   |
| 18  | Boedapest | 5 november 1911   | Vriendschappelijk    | Hongarije − Oostenrijk | 2 − 0   |
| 19  | Wenen     | 5 mei 1912        | Vriendschappelijk    | Oostenrijk − Hongarije | 1 − 1   |
| 20  | Stockholm | 5 juli 1912       | OS 1912              | Hongarije − Oostenrijk | 4 − 2   |
| 21  | Boedapest | 3 november 1912   | Vriendschappelijk    | Hongarije − Oostenrijk | 4 − 0   |
| 22  | Wenen     | 27 april 1913     | Vriendschappelijk    | Oostenrijk − Hongarije | 1 − 4   |
| 23  | Boedapest | 26 oktober 1913   | Vriendschappelijk    | Hongarije − Oostenrijk | 4 − 3   |
| 24  | Wenen     | 3 mei 1914        | Vriendschappelijk    | Oostenrijk − Hongarije | 2 − 0   |
| 25  | Boedapest | 4 oktober 1914    | Vriendschappelijk    | Hongarije − Oostenrijk | 2 − 2   |
| 26  | Wenen     | 8 november 1914   | Vriendschappelijk    | Oostenrijk − Hongarije | 1 − 2   |
| 27  | Boedapest | 2 mei 1915        | Vriendschappelijk    | Hongarije − Oostenrijk | 2 − 5   |
| 28  | Wenen     | 30 mei 1915       | Vriendschappelijk    | Oostenrijk − Hongarije | 1 − 2   |
| 29  | Wenen     | 3 oktober 1915    | Vriendschappelijk    | Oostenrijk − Hongarije | 4 − 2   |
| 30  | Boedapest | 7 november 1915   | Vriendschappelijk    | Hongarije − Oostenrijk | 6 − 2   |
| 31  | Wenen     | 7 mei 1916        | Vriendschappelijk    | Oostenrijk − Hongarije | 3 − 1   |
| 32  | Boedapest | 4 juni 1916       | Vriendschappelijk    | Hongarije − Oostenrijk | 2 − 1   |
| 33  | Boedapest | 1 oktober 1916    | Vriendschappelijk    | Hongarije − Oostenrijk | 2 − 3   |
| 34  | Wenen     | 5 november 1916   | Vriendschappelijk    | Oostenrijk − Hongarije | 3 − 3   |
| 35  | Wenen     | 6 mei 1917        | Vriendschappelijk    | Oostenrijk − Hongarije | 1 − 1   |
| 36  | Boedapest | 3 juni 1917       | Vriendschappelijk    | Hongarije − Oostenrijk | 6 − 2   |
| 37  | Wenen     | 15 juli 1917      | Vriendschappelijk    | Oostenrijk − Hongarije | 1 − 4   |
| 38  | Boedapest | 7 oktober 1917    | Vriendschappelijk    | Hongarije − Oostenrijk | 2 − 1   |
| 39  | Wenen     | 4 november 1917   | Vriendschappelijk    | Oostenrijk − Hongarije | 1 − 2   |
| 40  | Boedapest | 14 april 1918     | Vriendschappelijk    | Hongarije − Oostenrijk | 2 − 0   |
| 41  | Wenen     | 2 juni 1918       | Vriendschappelijk    | Oostenrijk − Hongarije | 0 − 2   |
| 42  | Wenen     | 6 oktober 1918    | Vriendschappelijk    | Oostenrijk − Hongarije | 0 − 3   |
| 43  | Boedapest | 6 april 1919      | Vriendschappelijk    | Hongarije − Oostenrijk | 2 − 1   |
| 44  | Wenen     | 5 oktober 1919    | Vriendschappelijk    | Oostenrijk − Hongarije | 2 − 0   |
| 45  | Boedapest | 9 november 1919   | Vriendschappelijk    | Hongarije − Oostenrijk | 3 − 2   |
| 46  | Wenen     | 2 mei 1920        | Vriendschappelijk    | Oostenrijk − Hongarije | 2 − 2   |
| 47  | Boedapest | 7 november 1920   | Vriendschappelijk    | Hongarije − Oostenrijk | 1 − 2   |
| 48  | Wenen     | 24 april 1921     | Vriendschappelijk    | Oostenrijk − Hongarije | 4 − 1   |
| 49  | Boedapest | 30 april 1922     | Vriendschappelijk    | Hongarije − Oostenrijk | 1 − 1   |
| 50  | Wenen     | 24 september 1922 | Vriendschappelijk    | Oostenrijk − Hongarije | 2 − 2   |
| 51  | Boedapest | 26 november 1922  | Vriendschappelijk    | Hongarije − Oostenrijk | 1 − 2   |
| 52  | Wenen     | 6 mei 1923        | Vriendschappelijk    | Oostenrijk − Hongarije | 1 − 0   |
| 53  | Boedapest | 23 september 1923 | Vriendschappelijk    | Hongarije − Oostenrijk | 2 − 0   |
| 54  | Boedapest | 4 mei 1924        | Vriendschappelijk    | Hongarije − Oostenrijk | 2 − 2   |
| 55  | Wenen     | 14 september 1924 | Vriendschappelijk    | Oostenrijk − Hongarije | 2 − 1   |
| 56  | Wenen     | 5 mei 1925        | Vriendschappelijk    | Oostenrijk − Hongarije | 3 − 1   |
| 57  | Boedapest | 20 september 1925 | Vriendschappelijk    | Hongarije − Oostenrijk | 1 − 1   |
| 58  | Boedapest | 2 mei 1926        | Vriendschappelijk    | Hongarije − Oostenrijk | 0 − 3   |
| 59  | Wenen     | 19 september 1926 | Vriendschappelijk    | Oostenrijk − Hongarije | 2 − 3   |
| 60  | Wenen     | 10 april 1927     | Vriendschappelijk    | Oostenrijk − Hongarije | 6 − 0   |
| 61  | Boedapest | 25 september 1927 | Vriendschappelijk    | Hongarije − Oostenrijk | 5 − 3   |
| 62  | Boedapest | 6 mei 1928        | Vriendschappelijk    | Hongarije − Oostenrijk | 5 − 5   |
| 63  | Wenen     | 7 oktober 1928    | Vriendschappelijk    | Oostenrijk − Hongarije | 5 − 1   |
| 64  | Wenen     | 5 mei 1929        | Vriendschappelijk    | Oostenrijk − Hongarije | 2 − 2   |
| 65  | Boedapest | 6 oktober 1929    | Vriendschappelijk    | Hongarije − Oostenrijk | 2 − 1   |
| 66  | Boedapest | 1 juni 1930       | Vriendschappelijk    | Hongarije − Oostenrijk | 2 − 1   |
| 67  | Wenen     | 21 september 1930 | Vriendschappelijk    | Oostenrijk − Hongarije | 2 − 3   |
| 68  | Wenen     | 3 mei 1931        | Vriendschappelijk    | Oostenrijk − Hongarije | 0 − 0   |
| 69  | Boedapest | 4 oktober 1931    | Vriendschappelijk    | Hongarije − Oostenrijk | 2 − 2   |
| 70  | Wenen     | 24 april 1932     | Vriendschappelijk    | Oostenrijk − Hongarije | 8 − 2   |
| 71  | Boedapest | 2 oktober 1932    | Vriendschappelijk    | Hongarije − Oostenrijk | 2 − 3   |
| 72  | Boedapest | 30 april 1933     | Vriendschappelijk    | Hongarije − Oostenrijk | 1 − 1   |
| 73  | Wenen     | 1 oktober 1933    | Vriendschappelijk    | Oostenrijk − Hongarije | 2 − 2   |
| 74  | Wenen     | 15 april 1934     | Vriendschappelijk    | Oostenrijk − Hongarije | 5 − 2   |
| 75  | Bologna   | 31 mei 1934       | WK 1934              | Oostenrijk − Hongarije | 2 − 1   |
| 76  | Boedapest | 7 oktober 1934    | Vriendschappelijk    | Hongarije − Oostenrijk | 3 − 1   |
| 77  | Boedapest | 12 mei 1935       | Vriendschappelijk    | Hongarije − Oostenrijk | 6 − 3   |
| 78  | Wenen     | 6 oktober 1935    | Vriendschappelijk    | Oostenrijk − Hongarije | 4 − 4   |
| 79  | Wenen     | 5 april 1936      | Vriendschappelijk    | Oostenrijk − Hongarije | 3 − 5   |
| 80  | Boedapest | 27 september 1936 | Vriendschappelijk    | Hongarije − Oostenrijk | 5 − 3   |
| 81  | Boedapest | 23 mei 1937       | Vriendschappelijk    | Hongarije − Oostenrijk | 2 − 2   |
| 82  | Wenen     | 10 oktober 1937   | Vriendschappelijk    | Oostenrijk − Hongarije | 1 − 2   |
| 83  | Boedapest | 19 augustus 1945  | Vriendschappelijk    | Hongarije − Oostenrijk | 2 − 0   |
| 84  | Boedapest | 20 augustus 1945  | Vriendschappelijk    | Hongarije − Oostenrijk | 5 − 2   |
| 85  | Wenen     | 14 april 1946     | Vriendschappelijk    | Oostenrijk − Hongarije | 3 − 2   |
| 86  | Boedapest | 6 oktober 1946    | Vriendschappelijk    | Hongarije − Oostenrijk | 2 − 0   |
| 87  | Boedapest | 4 mei 1947        | Vriendschappelijk    | Hongarije − Oostenrijk | 5 − 2   |
| 88  | Wenen     | 14 september 1947 | Vriendschappelijk    | Oostenrijk − Hongarije | 4 − 3   |
| 89  | Wenen     | 2 mei 1948        | Vriendschappelijk    | Oostenrijk − Hongarije | 3 − 2   |
| 90  | Boedapest | 3 oktober 1948    | Vriendschappelijk    | Hongarije − Oostenrijk | 2 − 1   |
| 91  | Boedapest | 8 mei 1949        | Vriendschappelijk    | Hongarije − Oostenrijk | 6 − 1   |
| 92  | Wenen     | 16 oktober 1949   | Vriendschappelijk    | Oostenrijk − Hongarije | 3 − 4   |
| 93  | Wenen     | 14 mei 1950       | Vriendschappelijk    | Oostenrijk − Hongarije | 5 − 3   |
| 94  | Boedapest | 29 oktober 1950   | Vriendschappelijk    | Hongarije − Oostenrijk | 4 − 3   |
| 95  | Boedapest | 26 april 1953     | Vriendschappelijk    | Hongarije − Oostenrijk | 1 − 1   |
| 96  | Wenen     | 11 oktober 1953   | Vriendschappelijk    | Oostenrijk − Hongarije | 2 − 3   |
| 97  | Wenen     | 11 april 1954     | Vriendschappelijk    | Oostenrijk − Hongarije | 0 − 1   |
| 98  | Boedapest | 14 november 1954  | Vriendschappelijk    | Hongarije − Oostenrijk | 4 − 1   |
| 99  | Wenen     | 24 april 1955     | Vriendschappelijk    | Oostenrijk − Hongarije | 2 − 2   |
| 100 | Boedapest | 16 oktober 1955   | Vriendschappelijk    | Hongarije − Oostenrijk | 6 − 1   |
| 101 | Wenen     | 14 oktober 1956   | Vriendschappelijk    | Oostenrijk − Hongarije | 0 − 2   |
| 102 | Boedapest | 20 november 1960  | Vriendschappelijk    | Hongarije − Oostenrijk | 2 − 0   |
| 103 | Boedapest | 11 juni 1961      | Vriendschappelijk    | Hongarije − Oostenrijk | 1 − 2   |
| 104 | Wenen     | 8 oktober 1961    | Vriendschappelijk    | Oostenrijk − Hongarije | 2 − 1   |
| 105 | Wenen     | 24 juni 1962      | Vriendschappelijk    | Oostenrijk − Hongarije | 1 − 2   |
| 106 | Boedapest | 28 oktober 1962   | Vriendschappelijk    | Hongarije − Oostenrijk | 2 − 0   |
| 107 | Boedapest | 27 oktober 1963   | Vriendschappelijk    | Hongarije − Oostenrijk | 2 − 1   |
| 108 | Wenen     | 3 mei 1964        | Vriendschappelijk    | Oostenrijk − Hongarije | 1 − 0   |
| 109 | Wenen     | 13 juni 1965      | WK 1966 kwalificatie | Oostenrijk − Hongarije | 0 − 1   |
| 110 | Boedapest | 5 september 1965  | WK 1966 kwalificatie | Hongarije − Oostenrijk | 3 − 0   |
| 111 | Boedapest | 30 oktober 1966   | Vriendschappelijk    | Hongarije − Oostenrijk | 3 − 1   |
| 112 | Wenen     | 6 september 1967  | Vriendschappelijk    | Oostenrijk − Hongarije | 1 − 3   |
| 113 | Boedapest | 27 september 1970 | Vriendschappelijk    | Hongarije − Oostenrijk | 1 − 1   |
| 114 | Wenen     | 4 april 1971      | Vriendschappelijk    | Oostenrijk − Hongarije | 0 − 2   |
| 115 | Wenen     | 15 oktober 1972   | WK 1974 kwalificatie | Oostenrijk − Hongarije | 2 − 2   |
| 116 | Boedapest | 29 april 1973     | WK 1974 kwalificatie | Hongarije − Oostenrijk | 2 − 2   |
| 117 | Wenen     | 28 september 1974 | Vriendschappelijk    | Oostenrijk − Hongarije | 1 − 0   |
| 118 | Wenen     | 2 april 1975      | EK 1976 kwalificatie | Oostenrijk − Hongarije | 0 − 0   |
| 119 | Boedapest | 24 september 1975 | EK 1976 kwalificatie | Hongarije − Oostenrijk | 2 − 1   |
| 120 | Boedapest | 12 juni 1976      | Vriendschappelijk    | Hongarije − Oostenrijk | 2 − 0   |
| 121 | Wenen     | 13 oktober 1976   | Vriendschappelijk    | Oostenrijk − Hongarije | 2 − 4   |
| 122 | Wenen     | 26 september 1979 | Vriendschappelijk    | Oostenrijk − Hongarije | 3 − 1   |
| 123 | Boedapest | 4 juni 1980       | Vriendschappelijk    | Hongarije − Oostenrijk | 1 − 1   |
| 124 | Wenen     | 8 oktober 1980    | Vriendschappelijk    | Oostenrijk − Hongarije | 3 − 1   |
| 125 | Boedapest | 24 maart 1982     | Vriendschappelijk    | Hongarije − Oostenrijk | 2 − 3   |
| 126 | Boedapest | 26 september 1984 | WK 1986 kwalificatie | Hongarije − Oostenrijk | 3 − 1   |
| 127 | Wenen     | 17 april 1985     | WK 1986 kwalificatie | Oostenrijk − Hongarije | 0 − 3   |
| 128 | Boedapest | 17 mei 1988       | Vriendschappelijk    | Hongarije − Oostenrijk | 0 − 4   |
| 129 | Linz      | 31 augustus 1988  | Vriendschappelijk    | Oostenrijk − Hongarije | 0 − 0   |
| 130 | Salzburg  | 11 april 1990     | Vriendschappelijk    | Oostenrijk − Hongarije | 3 − 0   |
| 131 | Boedapest | 25 maart 1992     | Vriendschappelijk    | Hongarije − Oostenrijk | 2 − 1   |
| 132 | Linz      | 23 maart 1994     | Vriendschappelijk    | Oostenrijk − Hongarije | 1 − 1   |
| 133 | Boedapest | 24 april 1996     | Vriendschappelijk    | Hongarije − Oostenrijk | 0 − 2   |
| 134 | Wenen     | 25 maart 1998     | Vriendschappelijk    | Oostenrijk − Hongarije | 2 − 3   |
| 135 | Boedapest | 16 augustus 2000  | Vriendschappelijk    | Hongarije − Oostenrijk | 1 − 1   |
| 136 | Graz      | 16 augustus 2006  | Vriendschappelijk    | Oostenrijk − Hongarije | 1 − 2   |
| 137 | Bordeaux  | 14 juni 2016      | EK 2016              | Oostenrijk − Hongarije | 0 − 2   |

## Samenvatting
| Competitie        | Totaal gespeeld | Winst Hongarije | Gelijk | Winst Oostenrijk | Doelsaldo Hongarije – Oostenrijk |
| ----------------- | --------------- | --------------- | ------ | ---------------- | -------------------------------- |
| WK-eindronde      | 1               | 0               | 0      | 1                | 1 − 2                            |
| WK-kwalificatie   | 6               | 4               | 2      | 0                | 8 − 4                            |
| EK-eindronde      | 1               | 1               | 0      | 0                | 2 − 0                            |
| EK-kwalificatie   | 2               | 1               | 1      | 0                | 2 − 1                            |
| Olympische Spelen | 1               | 1               | 0      | 0                | 4 − 2                            |
| Vriendschappelijk | 126             | 60              | 27     | 39               | 282 − 243                        |
| Totaal            | 137             | 67              | 30     | 40               | 299 − 252                        |

MLSZ · A-internationals · Selecties · Bondscoaches · Hongaars vrouwenelftal · Olympisch elftal · Hongarije U21 · Hongarije U20 · Hongarije U19 · Hongarije U18 · Hongarije U17 · Hongarije U16
1902 – 1919 · 
1920 – 1929 · 
1930 – 1939 · 
1940 – 1949 · 
1950 – 1959 · 
1960 – 1969 · 
1970 – 1979 · 
1980 – 1989 · 
1990 – 1999 · 
2000 – 2009 · 
2010 – 2019 ·
2020 − 2029
EK's:
1964 · 
1972 · 
2016 ·
2020 ·
2024
WK's:
1934 · 
1938 · 
1954 · 
1958 · 
1962 · 
1966 · 
1978 · 
1982 · 
1986
OS:
1912 · 
1924 · 
1936 · 
1952 · 
1960 · 
1964 · 
1968 · 
1972 · 
1996
1902 · 
1903 · 
1904 · 
1905 · 
1906 · 
1907 · 
1908 · 
1909 · 
1910 · 
1911 · 
1912 · 
1913 · 
1914 · 
1915 · 
1916 · 
1917 · 
1918 · 
1919 · 
1920 · 
1921 · 
1922 · 
1923 · 
1924 · 
1925 · 
1926 · 
1927 · 
1928 · 
1929 · 
1930 · 
1931 · 
1932 · 
1933 · 
1934 · 
1935 · 
1936 · 
1937 · 
1938 · 
1939 · 
1940 · 
1941 · 
1942 · 
1943 · 
1944 · 
1945 · 
1946 · 
1947 · 
1948 · 
1949 · 
1950 · 
1952 · 
1952 · 
1953 · 
1954 · 
1955 · 
1956 · 
1957 · 
1958 · 
1959 · 
1960 · 
1961 · 
1962 · 
1963 · 
1964 · 
1965 · 
1966 · 
1967 · 
1968 · 
1969 · 
1970 · 
1971 · 
1972 · 
1973 · 
1974 · 
1975 · 
1976 · 
1977 · 
1978 · 
1979 · 
1980 · 
1981 · 
1982 · 
1983 · 
1984 · 
1985 · 
1986 · 
1987 · 
1988 · 
1989 · 
1990 · 
1991 · 
1992 · 
1993 · 
1994 · 
1995 · 
1996 · 
1997 · 
1998 · 
1999 · 
2000 · 
2001 · 
2002 · 
2003 · 
2004 · 
2005 · 
2006 · 
2007 · 
2008 · 
2009 · 
2010 · 
2011 · 
2012 · 
2013 · 
2014 · 
2015 ·
2016 ·
2017 ·
2018 ·
2019 ·
2020 ·
2021 ·
2022 ·
2023 ·
2024
Albanië ·
Algerije ·
Andorra · 
Antigua en Barbuda ·
Argentinië ·
Armenië ·
Australië ·
Azerbeidzjan ·
België ·
Bohemen ·
Bolivia ·
Bosnië en Herzegovina ·
Brazilië ·
Bulgarije ·
Canada ·
Chili ·
China ·
Colombia ·
Costa Rica ·
Cyprus ·
Denemarken ·
DDR ·
Duitsland ·
Egypte ·
El Salvador ·
Engeland ·
Estland ·
Faeröer ·
Finland ·
Frankrijk ·
Georgië ·
Griekenland ·
Ierland ·
IJsland ·
India ·
Iran ·
Israël ·
Italië ·
Ivoorkust ·
Japan ·
Joegoslavië ·
Jordanië ·
Kazachstan · 
Koeweit ·
Kosovo · 
Kroatië ·
Letland ·
Libanon ·
Liechtenstein ·
Litouwen ·
Luxemburg ·
Malta ·
Mexico ·
Moldavië ·
Montenegro ·
Nederland ·
Nederlands-Indië ·
Nieuw-Zeeland ·
Noord-Ierland ·
Noord-Macedonië ·
Noorwegen ·
Oekraïne ·
Oostenrijk ·
Paraguay ·
Peru ·
Polen ·
Portugal ·
Qatar ·
Roemenië ·
Rusland ·
San Marino ·
Saoedi-Arabië ·
Schotland ·
Servië ·
Slovenië ·
Slowakije ·
Sovjet-Unie ·
Spanje ·
Tsjechië ·
Tsjecho-Slowakije ·
Turkije ·
Uruguay ·
Verenigde Arabische Emiraten ·
Verenigde Staten ·
Verenigd Koninkrijk ·
Wales ·
Wit-Rusland ·
Zuid-Korea ·
Zweden ·
Zwitserland
Brazilië (1954) · 
Duitsland (2021) ·
Frankrijk (2021) · 
IJsland (2016) · 
Italië (1938) · 
Oostenrijk (2016) · 
Portugal (2021) · 
West-Duitsland (1954, 2)
ÖFB · A-internationals · Selecties · Bondscoaches · Oostenrijks vrouwenelftal · Olympisch elftal · Oostenrijk U21 · Oostenrijk U20 · Oostenrijk U19 · Oostenrijk U18 · Oostenrijk U17 · Oostenrijk U16 · Vrouwen U17
1902 – 1919 ·
1920 – 1929 ·
1930 – 1939 ·
1940 – 1949 ·
1950 – 1959 ·
1960 – 1969 ·
1970 – 1979 ·
1980 – 1989 ·
1990 – 1999 ·
2000 – 2009 ·
2010 – 2019 ·
2020 – 2029
EK's: 2008 · 
2016 · 
2020 · 
2024
WK's: 1934 · 
1954 · 
1958 · 
1978 · 
1982 · 
1990 · 
1998
OS: 1912 ·
1936 ·
1948 ·
1952
1902 · 
1903 · 
1904 · 
1905 · 
1906 · 
1907 · 
1908 · 
1909 · 
1910 · 
1911 · 
1912 · 
1913 · 
1914 · 
1915 · 
1916 · 
1917 · 
1918 · 
1919 · 
1920 · 
1921 · 
1922 · 
1923 · 
1924 · 
1925 · 
1926 · 
1927 · 
1928 · 
1929 · 
1930 · 
1931 · 
1932 · 
1933 · 
1934 · 
1935 · 
1936 · 
1937 · 
1938 · 1939 · 1940 · 1941 · 1942 · 1943 · 1944 · 1945 · 
1946 · 
1947 · 
1948 · 
1949 · 
1950 · 
1952 · 
1952 · 
1953 · 
1954 · 
1955 · 
1956 · 
1957 · 
1958 · 
1959 · 
1960 · 
1961 · 
1962 · 
1963 · 
1964 · 
1965 · 
1966 · 
1967 · 
1968 · 
1969 · 
1970 · 
1971 · 
1972 · 
1973 · 
1974 · 
1975 · 
1976 · 
1977 · 
1978 · 
1979 · 
1980 · 
1981 · 
1982 · 
1983 · 
1984 · 
1985 · 
1986 · 
1987 · 
1988 · 
1989 · 
1990 ·
1991 · 
1992 · 
1993 · 
1994 · 
1995 · 
1996 · 
1997 · 
1998 · 
1999 · 
2000 · 
2001 · 
2002 · 
2003 · 
2004 · 
2005 · 
2006 · 
2007 · 
2008 · 
2009 · 
2010 · 
2011 · 
2012 · 
2013 · 
2014 · 
2015 · 
2016 · 
2017 · 
2018 · 
2019 · 
2020 · 
2021 ·
2022
Albanië ·
Algerije ·
Andorra ·
Argentinië ·
Azerbeidzjan ·
België ·
Bosnië en Herzegovina ·
Brazilië ·
Bulgarije ·
Canada ·
Chili ·
Costa Rica ·
Cyprus ·
Denemarken ·
DDR ·
Duitsland ·
Egypte ·
Engeland ·
Estland ·
Faeröer ·
Finland ·
Frankrijk ·
Georgië ·
Ghana ·
Griekenland ·
Hongarije ·
Ierland ·
IJsland ·
Iran ·
Israël ·
Italië ·
Ivoorkust ·
Japan ·
Joegoslavië ·
Kameroen ·
Kazachstan ·
Kroatië ·
Letland ·
Liechtenstein ·
Litouwen ·
Luxemburg ·
Malta ·
Moldavië ·
Montenegro ·
Nederland ·
Nigeria ·
Noord-Ierland ·
Noord-Macedonië ·
Noorwegen ·
Oekraïne ·
Paraguay ·
Peru ·
Polen ·
Portugal ·
Roemenië ·
Rusland ·
San Marino ·
Schotland ·
Servië ·
Slovenië ·
Slowakije ·
Sovjet-Unie ·
Spanje ·
Trinidad en Tobago ·
Tsjechië ·
Tsjecho-Slowakije ·
Tunesië ·
Turkije ·
Uruguay ·
Venezuela ·
Verenigde Staten ·
Wales ·
Wit-Rusland ·
Zweden ·
Zwitserland
Algerije (1982) · 
Chili (1982) · 
Duitsland (2008) · 
Frankrijk (1982) · 
Hongarije (2016) · 
Italië (2021) · 
Kroatië (2008) · 
Nederland (2021) · 
Noord-Ierland (1982) · 
Noord-Macedonië (2021) · 
Oekraïne (2021) · 
Polen (2008) ·  
Portugal (2016) · 
West-Duitsland (1982)